# جاهد ایرگات
جاهد ایرگات (انگلیسی: Cahit Irgat؛ ۲۱ مارس ۱۹۱۵ – ۵ ژوئن ۱۹۷۱) بازیگر اهل ترکیه بود.